# 愛是最重要的事
《愛是最重要的事》（法語：L'important c'est d'aimer）是一部法國電影，由波蘭電影製作人安德烈·左拉斯基執導，講述了在暴力無情的法國演藝圈中 ，二線女演員纳迪娜·舍瓦利耶（罗密·施奈德飾）和攝影師塞尔韦·蒙（法比歐·泰斯第飾）之間展開的一段充滿激情的愛情故事。
1975年，左拉斯基根據克里斯多福·法蘭克的小說《日以作夜》（與1973年法蘭索瓦·杜魯福的同名電影無關）改編並執導了這部電影。影片在法國取得了巨大的成功——由非常受歡迎的女演員罗密·施奈德和法國男歌手傑克·瞿彤克主演——左拉斯基得以回到波蘭。該片在法國累計觀影1,544,986人次。
罗密·施奈德憑藉這個角色首獲凱薩獎最佳女主角獎，佩德罗·阿尔莫多瓦尔在他的電影《論盡我阿媽》中致谢了她。

## 剧情
攝影師塞尔韦·蒙遇到了纳迪娜·舍瓦利耶，她靠主演廉價的色情電影賺錢。為了幫助她，他藉了高利貸來資助《理查三世》的戲劇创作，帮纳迪娜安排了一個角色。纳迪娜在她愛的塞尔韦和負有道德義務的丈夫雅克之間左右為難。

## 演员
- 罗密·施奈德 饰 纳迪娜·舍瓦利耶
- 法比歐·泰斯第（英语：Fabio Testi） 饰 塞尔韦·蒙
- 傑克·瞿彤克（英语：Jacques Dutronc） 饰 雅克·舍瓦利耶
- 克勞德·多芬（英语：Claude Dauphin (actor)） 饰 马泽利
- 羅傑·布林（英语：Roger Blin） 饰 塞尔韦的父亲
- 加布里埃爾·杜爾塞（法语：Gabrielle Doulcet） 饰 马泽利夫人
- 米歇爾·羅賓（英语：Michel Robin） 饰 雷蒙·拉帕德
- 居伊·邁雷斯 饰 洛朗·梅萨拉
- 雅克·布德特（英语：Jacques Boudet） 饰 罗贝尔·伯南热
- 凱蒂亞·琴科（英语：Katia Tchenko） 饰 米丽扬，妓女
- 尼科萊塔·馬基韋利（英语：Nicoletta Machiavelli） 饰 吕斯，拉帕德的妻子
- 克勞斯·金斯基 饰 卡尔-海因茨·齐默尔
- 保羅·比希格里亞（英语：Paul Bisciglia） 饰 助理導演